# Великое Поле (Московская область)
Великое Поле — деревня в Зарайском районе Московской области в составе муниципального образования сельское поселение Машоновское (до 29 ноября 2006 года входила в состав Машоновского сельского округа).

## Население
| 2002 | 2006 | 2010 |
| ---- | ---- | ---- |
| 96   | ↘91  | ↗106 |

## География
Великое Поле расположено в 1 км на северо-запад от Зарайска, по правому берегу реки Осётр, высота центра деревни над уровнем моря — 124 м.

## История
Великое Поле впервые упоминается в Платёжных книгах 1594 года, как сельцо. В 1790 году в селе числилось 10 дворов и 175 жителей, в 1858 году — 25 дворов и 95 жителей, в 1906 году — 23 двора и 180 жителей. В 1932 году был образован колхоз «Добровольный путь», с 1950 года — в состав колхоза «Память Ильича».